# Letnitsa Glacier
Letnitsa Glacier är en glaciär i Antarktis. Den ligger i Sydshetlandsöarna. Argentina, Chile och Storbritannien gör anspråk på området. Letnitsa Glacier ligger 1 057 meter över havet.
Terrängen runt Letnitsa Glacier är varierad. Havet är nära Letnitsa Glacier söderut. Trakten är obefolkad. Det finns inga samhällen i närheten. 